# Jacques Salvator
Pour les articles homonymes, voir Salvator.
Jacques Salvator, né le 2 janvier 1949 dans le 10e arrondissement de Paris et mort le 11 mars 2016 dans le 13e arrondissement de la même ville, est un homme politique socialiste français. Il est maire d'Aubervilliers de 2008 à 2014.

## Biographie

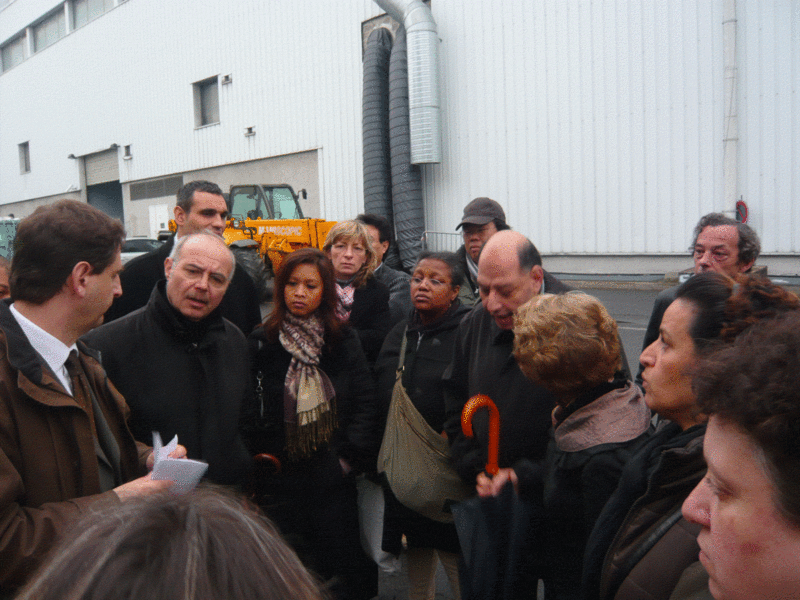
Jacques Salvator (second à la gauche de la photo), soutenant des salariés d'Aubervilliers en lutte à l'automne 2007.

Fils d'immigrés italiens, il milite très tôt d'abord à la Jeunesse ouvrière chrétienne, puis à l'UNEF. L'étudiant en médecine s'engage dans le syndicalisme et devient, en 1974, secrétaire général du MARC, la CFDT étudiante. Pendant ses études médicales, il est l'auteur d'une monographie sur l'asthme du soudeur, s'intéresse à la médecine du travail et aux aspects sociaux des politiques de santé sur un terrain de premier plan : la cité des Francs-Moisins de Saint-Denis où il résidait. Entouré par un collectif, il contribue à créer à Aubervilliers la Librairie Le Temps de lire, haut-lieu de la contestation locale, en 1977.[réf. nécessaire].
Militant en 68 puis engagé en politique dès 1972 au Parti socialiste unifié (PSU), il participe au mouvement des comités de soldats et fut le premier officier sanctionné pour ce motif (60 jours d'arrêt de rigueur). il fut secrétaire national du PSU de 1982 à 1984. Il fut aussitôt engagé dans les luttes anticolonialistes[réf. nécessaire]. 
Il a rejoint le 1er avril 1985 le Parti Socialiste (PS). Permanent de ce parti depuis 1992, il a été membre du secrétariat national à la coordination et délégué national à la lutte contre l'exclusion. Rocardien puis membre de Socialisme et démocratie, courant proche de Dominique Strauss-Kahn. 
Il est conseiller régional d'Île-de-France de 1998 à 2004, mandat durant lequel il peut notamment porter et obtenir le prolongement de la ligne 12 du métro parisien.
Il est candidat du PSU puis du PS aux élections législatives de 1973 à 1997 dans la troisième circonscription de la Seine-Saint-Denis (Aubervilliers, Le Bourget, Stains puis La Courneuve). La candidature interne de Daniel Goldberg lui est préférée en 2002 et en 2007 où Daniel Goldberg remporte le scrutin contre le candidat UMP au second tour.

### Maire d'Aubervilliers (2008-2014)

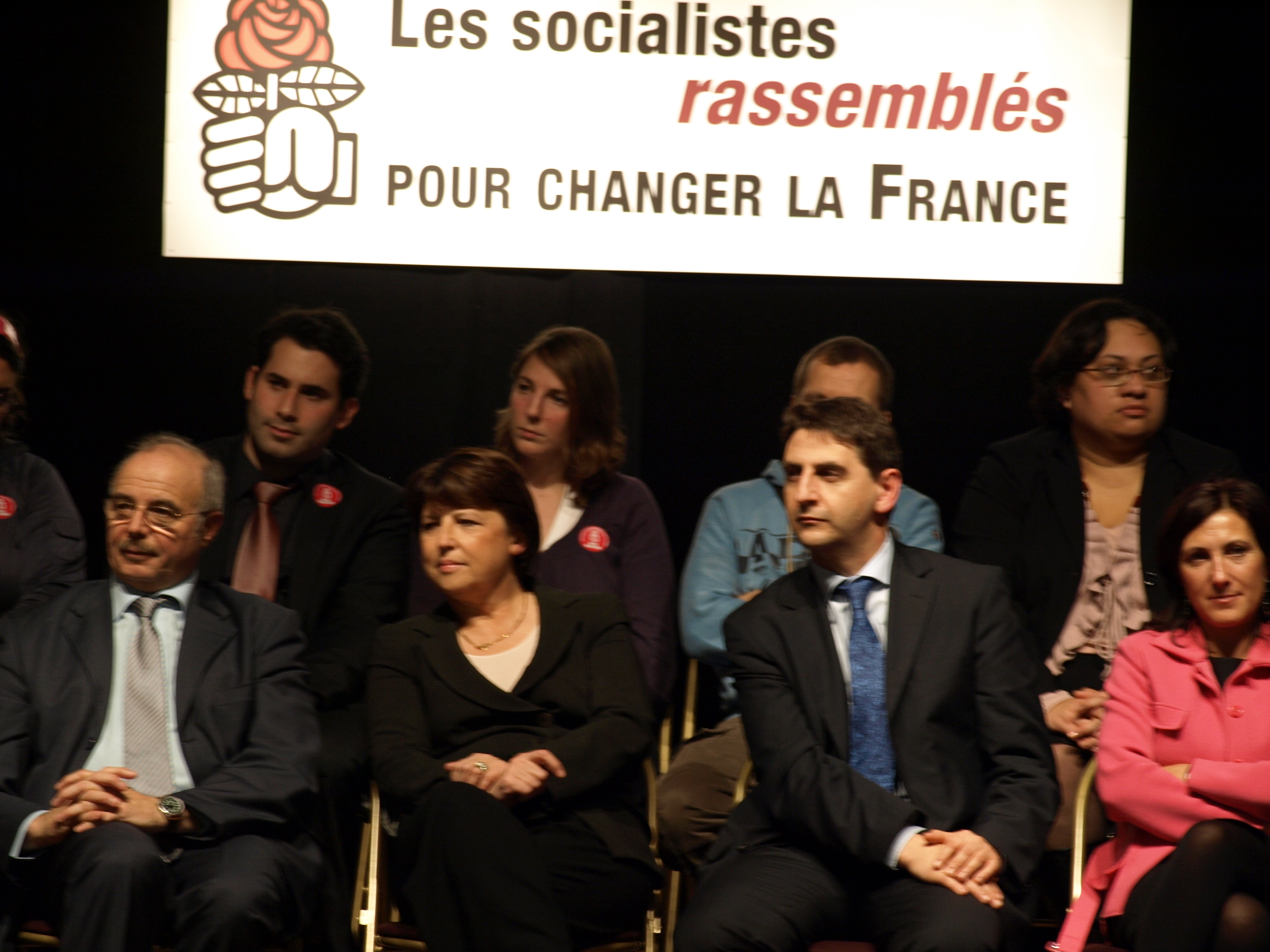
Jacques Salvator avec Martine Aubry et Daniel Goldberg.

Il est candidat aux élections municipales de mars 2008 à Aubervilliers à la tête d'une liste réunissant Parti socialiste, Verts, Mouvement Gauche Citoyenne, Mouvement républicain et citoyen et Parti radical de gauche, s'émancipant de la liste d'union avec le PCF (qui détenait la mairie depuis 1945) sur laquelle il avait figuré en 1989, 1995 et 2001. Le gain d'un des deux cantons de la ville en 2004 puis du siège de député par Daniel Goldberg en 2007, légitimait les ambitions du PS. La présence de Jean-Jacques Karman sur la liste du maire sortant, alors que ce dernier menait une liste autonome en 2001, a rendu impossible une union des différentes forces de gauche et amené des compagnons de route du PCF comme l'écrivain Didier Daeninckx à soutenir a liste Salvator.
Bien que devancé par la liste du maire sortant au premier tour, il se maintient pour l'emporter au second tour. Le maintien du PS au second tour avait été critiqué par le PCF et notamment sa secrétaire nationale Marie-George Buffet, le qualifiant de « mauvais joueur » de l'union de la gauche, alors que le sénateur PS de l'Essonne Jean-Luc Mélenchon avait dénoncé les « dangereux irresponsables » ayant déclenché une « guerre injuste, stupide »,.
Lors du Congrès de Reims du Parti socialiste, il soutient la motion menée par Bertrand Delanoë, puis il se rallie à la candidature de Martine Aubry comme première secrétaire.
Dès 2008, il reprend et continue de nombreux chantiers initiés par l'ancienne municipalité. Deux groupes scolaires ont été construits (Wangari Maathai/Françoise Dolto et le groupe scolaire intercommunal Robert Doisneau/Maria Casarès avec Saint-Denis. Un troisième groupe scolaire est inauguré en septembre 2013 au nom de Taos Amrouche et Charlotte Delbo. En 2012, 150 berceaux de places en crèches ont été ouvertes ce qui augmente de 30 % la capacité en crèche municipale.
Dans son bilan figure le choix d'Aubervilliers pour y implanter le siège social de Véolia et le campus Condorcet près de la station de métro Front populaire. Ce campus de sciences humaines doit accueillir 15 000 étudiants. il obtient également l'éligibilité de la ville au PNRQAD.
Il s'est fait remarquer début 2009 en accueillant à Aubervilliers le maire de Neuilly-sur-Seine Jean-Christophe Fromantin à qui il expose les réalités sociales d'une ville populaire.
Début janvier 2014, il révèle souffrir du cancer, et confirme sa candidature aux municipales. Au premier tour des municipales de mars 2014, la liste Salvator arrive de nouveau derrière la liste du Front de Gauche. Au second tour Jacques Salvator est nettement battu par Pascal Beaudet (38,91% contre 45,73%) qui fait renouer Aubervilliers avec sa tradition de bastion communiste.
Toujours sous traitement, il reste actif dans l'opposition jusqu'à sa mort, deux ans plus tard,.
Mille personnes lui rendent hommage devant la mairie avant son enterrement après que le président de la République eut remis la veille à sa veuve la Légion d'honneur décernée en 2014 et qui n'avait pu lui être remise. Quelques jours plus tard, François Hollande vient à Aubervilliers à la rencontre de ses proches dans la librairie associative qu'ils ont fondée.

## Vie privée
Vivant maritalement depuis les années 1980, Jacques Salvator et Évelyne Yonnet se marient le 11 septembre 2010. Celle-ci est conseillère générale du canton d'Aubervilliers-Est de 2004 à 2011 et première adjointe au maire, son compagnon puis mari, de 2008 à 2014.

## Mandats électifs
- Conseiller municipal d'Aubervilliers - Conseiller communautaire de l'agglomération Plaine Commune de mars 2014 à avril 2015
- Maire d'Aubervilliers de 2008 à 2014
- Vice-président de la communauté d'agglomération Plaine Commune d'avril 2003 à avril 2014
- 2e Adjoint au maire d'Aubervilliers chargé de la jeunesse et de la politique de la ville : de 1995 à 2008. Président du groupe des élus Socialistes et Républicains au conseil municipal de 2001 à 2008.
- Conseiller régional d'Île-de-France : de 1998 à 2004.

## Décoration
- Chevalier de la Légion d'honneur (décret du 11 juillet 2014[18])

## Postérité
Le 11 mars 2017, un an après sa mort, une grande partie de l'ancienne rue des Cités à Aubervilliers a été officiellement renommée rue Jacques Salvator en présence du Président de la République, François Hollande.

## Publication
- Jacques Salvator, Une ville peut en cacher une autre : chroniques d'Aubervilliers, Paris, L'Encyclopédie du socialisme, 2007, 157 p. (ISBN 978-2-916333-29-8, BNF 43570447)